# Paradasys pacificus
Paradasys pacificus is een buikharige uit de familie Cephalodasyidae. Het dier komt uit het geslacht Paradasys. Paradasys pacificus werd in 1974 voor het eerst wetenschappelijk beschreven door Schmidt. 